# Esfera d'influència (forat negre)
L'esfera d'influència és una regió al voltant d'un forat negre supermassiu en què el potencial gravitatori del forat negre domina el potencial gravitatori de la galàxia amfitriona. El radi de l'esfera d'influència s'anomena el radi d'influència "(gravitacional)".
Hi ha dues definicions d'ús comú per al radi de l'esfera d'influència. El primer és donat per
{\displaystyle r_{h}={\frac {GM_{\rm {BH}}}{\sigma ^{2}}}}
on MBH és la massa del forat negre, σ és la dispersió de velocitat del bulb amfitrió, i G és la constant de la gravitació.
La segona definició és el radi en el qual la massa tancada en estrelles és igual a dues vegades MBH, és a dir, 
{\displaystyle M_{\star }(r<r_{h})=2M_{\rm {BH}}}.
La definició més apropiada depèn de la pregunta física que s'està abordant. La primera definició té en compte l'efecte global de la protuberància en el moviment d'una estrella, ja que {\displaystyle \sigma } està determinada en part per les estrelles que s'han mogut lluny del forat negre. La segona definició compara la força del forat negre amb la força local de les estrelles.
És un requisit mínim que l'esfera d'influència estigui ben resolta per tal de determinar la massa del forat negre dinàmicament.

## Esfera d'influència rotacional
Si el forat negre gira, hi ha un segon radi d'influència associat amb la rotació. Aquest és el radi dins del qual la igualtat de Lense-Thirring del forat negre és més gran que la igualtat de Newton entre les estrelles. Dins de l'esfera d'influència rotacional, les òrbites estel·lars precedeixen aproximadament la velocitat de Lens-Thirring; mentre que fora d'aquest àmbit, les òrbites evolucionen predominantment en resposta a les pertorbacions d'estrelles en altres òrbites. Si suposem que el forat negre de la Via Làctia gira al màxim, el seu radi d'influència rotacional és de 0,001 parsec, mentre que el seu radi d'influència gravitacional és d'uns 3 parsecs.